# 明石サービスエリア
明石サービスエリア（あかしサービスエリア）は、兵庫県明石市大久保町松陰にある第二神明道路唯一のサービスエリアである。

## 概要
上り側エリア・下り側エリアとも、第二神明道路本線の北側に隣り合って立地しており、上下線の人の往来は自由にできる。また、一般道路からもウェルカムゲートを通して施設の利用ができる。（朝7時〜夜9時）
それぞれ売店・トイレのある建物と駐車場・給油所があり、境界部分にはレストランのある建物と道路公団施設および日時計がある。
北隣にはウェルカムゲートを通して人の出入りができる石ヶ谷公園がある。広い敷地内には中央体育館をはじめ、乗馬場、梅園、あそびの丘、石ヶ谷ハーブガーデンズなどがある。公園内には牧場施設を擁していることからサイロを見渡すことができる。

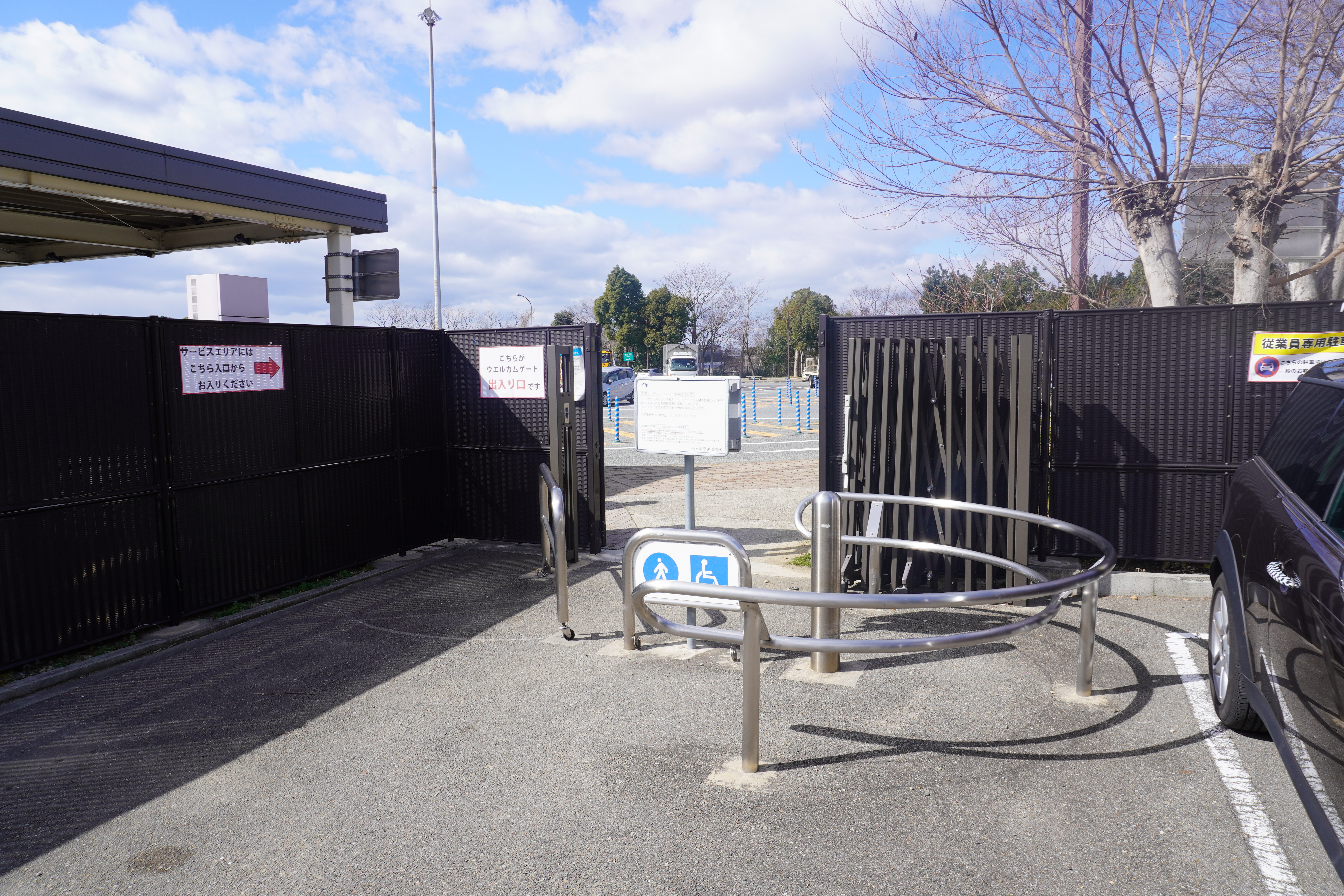
北側ウェルカムゲート（一般道路側）
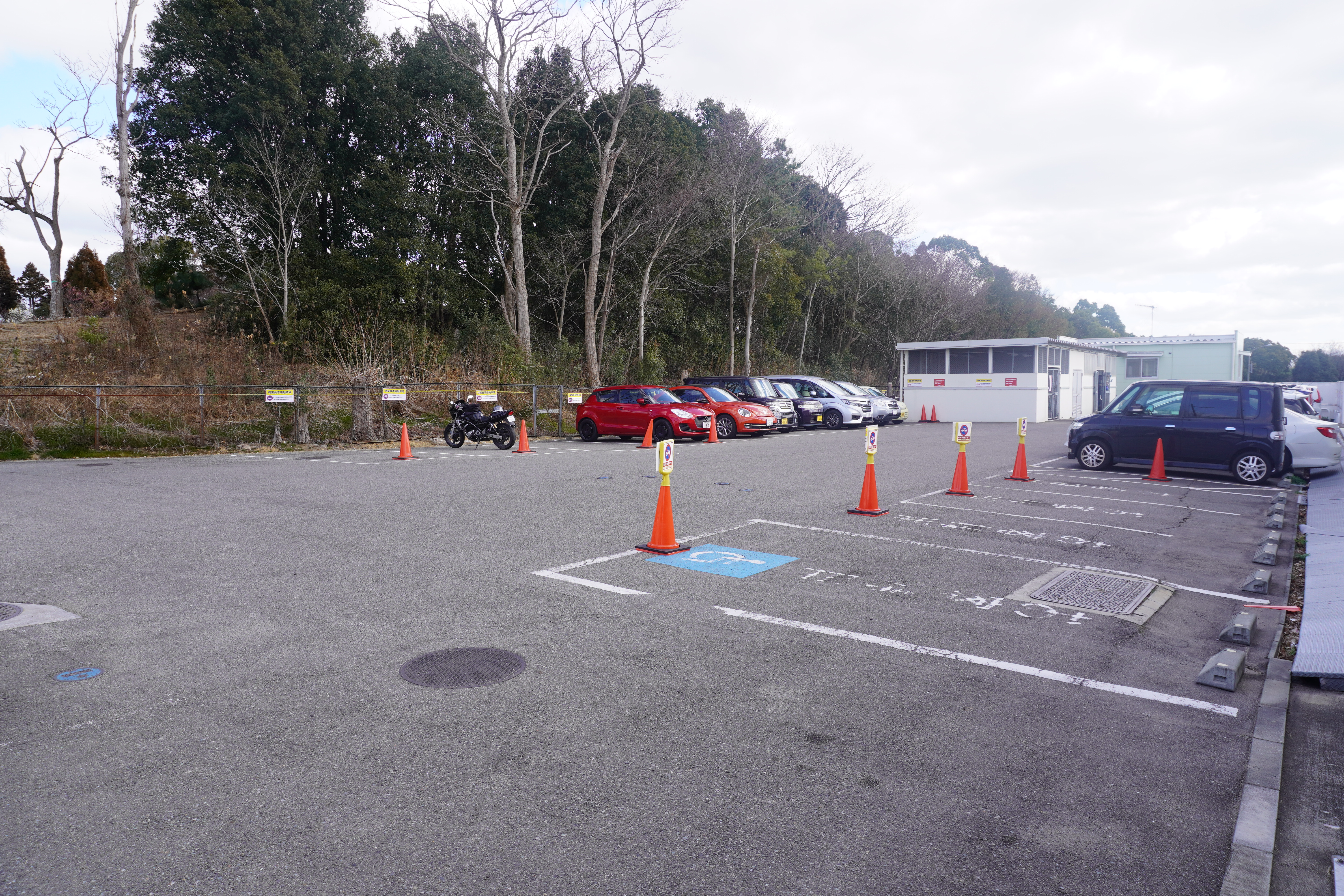
北側ウェルカムゲート駐車場（一般道路側）
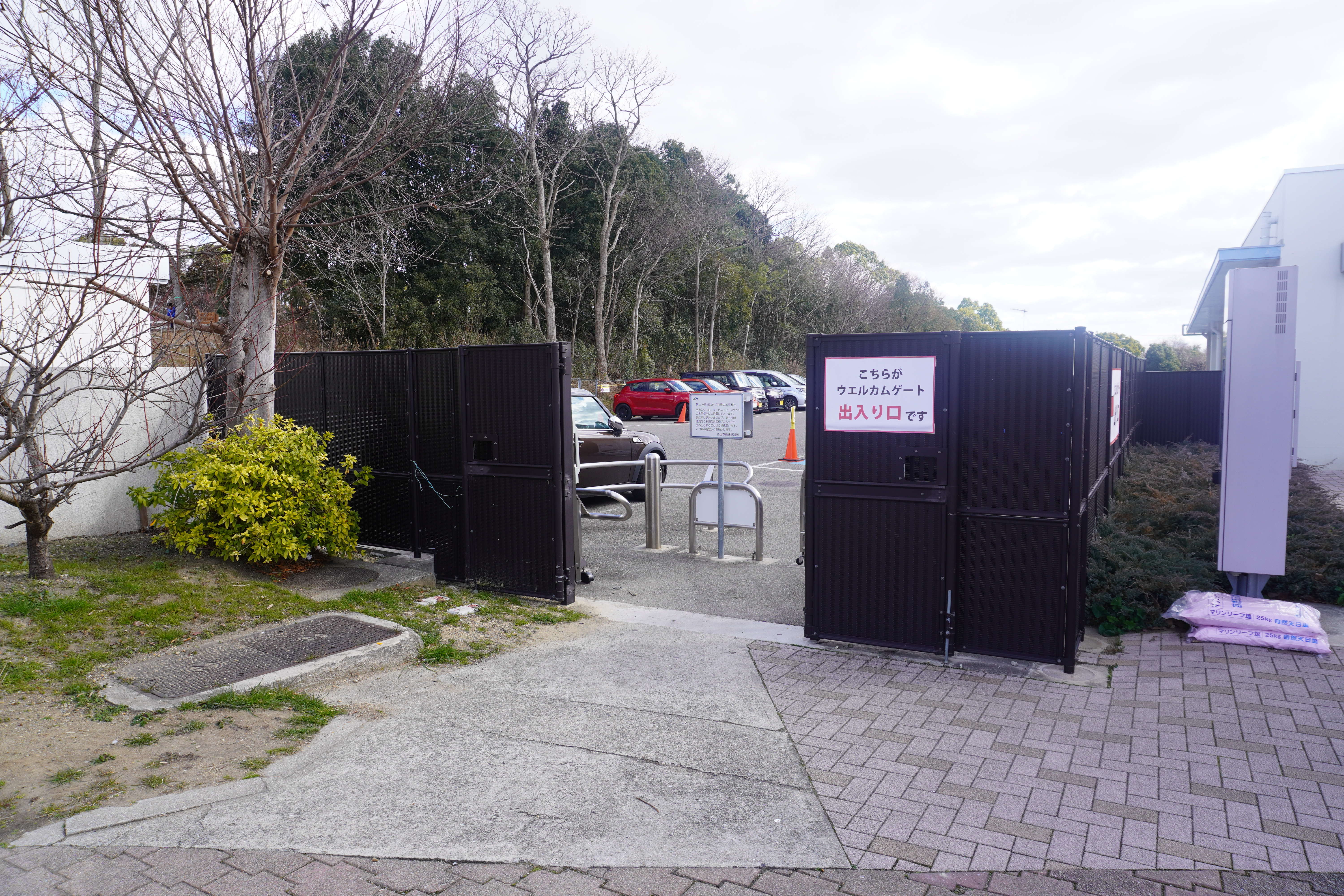
北側ウェルカムゲート（サービスエリア側）

## 歴史
- 1974年（昭和49年）11月 : 建設に着手。[1]
- 1977年（昭和52年）2月1日 : 供用開始。[1]
- 2011年（平成23年）4月21日 : 施設をリニューアル。[2]
- 2012年（平成24年） : ウェルカムゲートを設置。
- 2023年（令和5年）
  - 9月1日 : 駐車場拡幅工事のため、上り線の駐車場一部規制および別棟閉鎖。[3]
  - 11月1日 : 駐車場拡幅工事のため、下り線の駐車場一部規制および別棟閉鎖。[3]

## 道路
- E93 第二神明道路

## 施設
2011年4月21日に施設のリニューアルを行ない、レストランや売店、スナックが従来のレストラン部分の建物（本館）に集約された。このレストラン・売店・スナック（フードコート）は店を介して上下線間で行き来できる（従来通り、建物外からの行き来も可能）。
また、それに先立って2011年3月31日にレストラン棟の隣にあったトイレもリニューアルした。従来は平屋で下り線側に段差が生じていたが、2階建てとなって下り線の段差が事実上なくなった上にリバーストイレ式となっており、平日と土休日で男女の便器数が入れ替わる仕組みになっている。
なお、従来の上下線にある売店・スナック・トイレはそのまま別館として使用されているが、スナック部分はうどん店に変わっている。24時間営業の売店やスナック機能が本館にある関係で、24時間営業だった別館の営業時間は本館より短縮されている。

### 上り・下り共通
- 日時計
- 売店

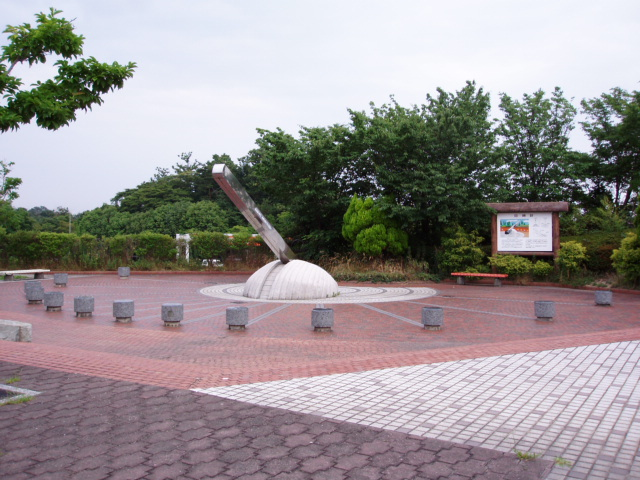
日時計

- レストラン（神戸食堂）（11時00分 - 20時00分[5]）
- スナック（明石食堂・24時間[6]）・ショッピング（上りは24時間、下りは7時 - 21時[5]）
  - まねき食品
- 自動販売機

### 上り方面（大阪方面）
- 駐車場
  - 大型：44台
  - 小型：95台
  - 二輪：8台
- トイレ
  - 男性 大11（和式2・洋式9）・小14
  - 女性 18（和式4・洋式14）
    - 同伴の男児用 2

  - リバーストイレ（平日：男性、土休日：女性） 10（和式2・洋式8）
  - 車椅子用 1

サブトイレ
  - 男性 大3（和式2・洋式1）・小5
  - 女性 5（和式4・洋式1）
  - 車椅子用 1
- ガソリンスタンド（ENEOS（三宮オイル）6時00分 - 24時00分）
- 給電スタンド（24時間）

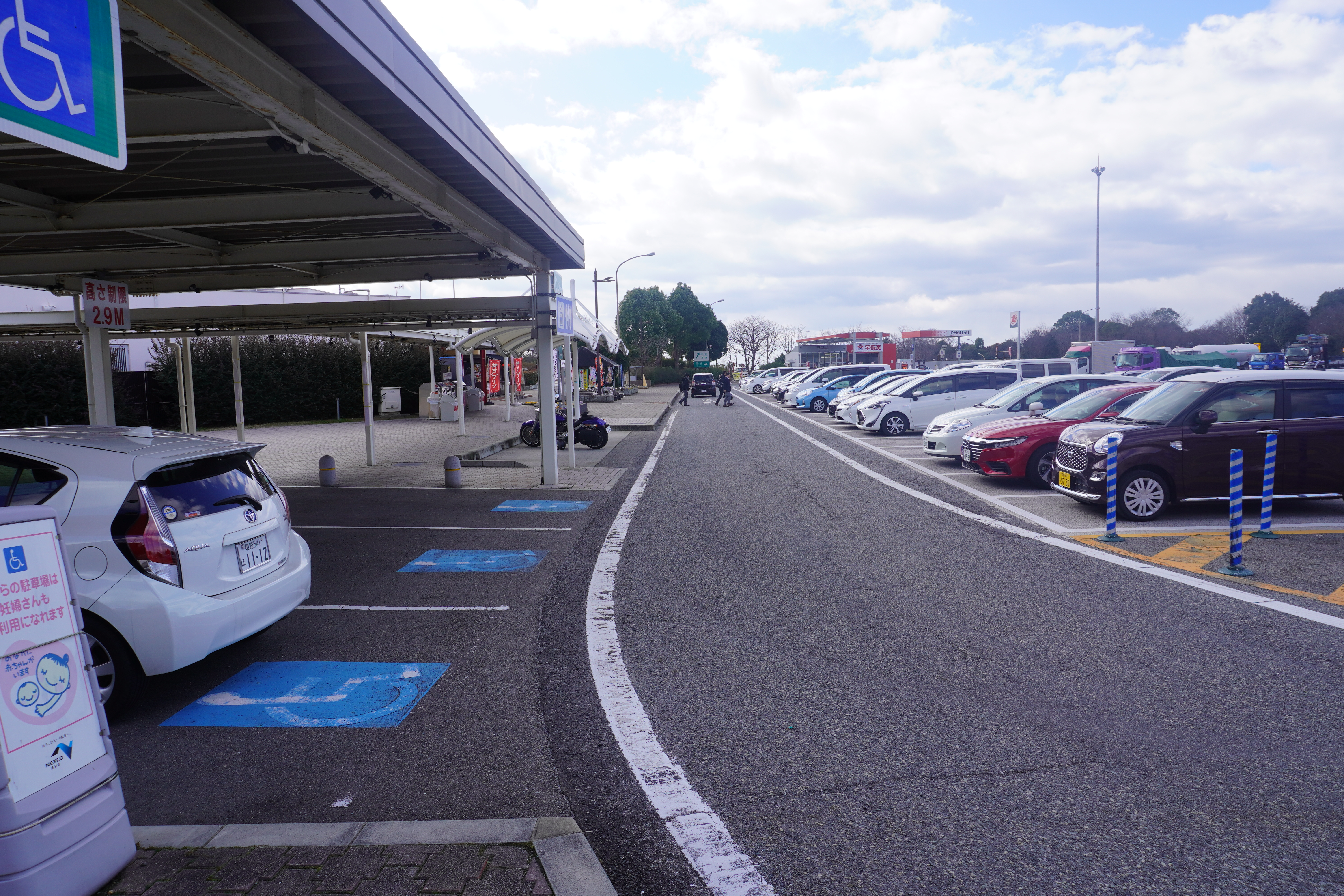
明石サービスエリア駐車場（上り）
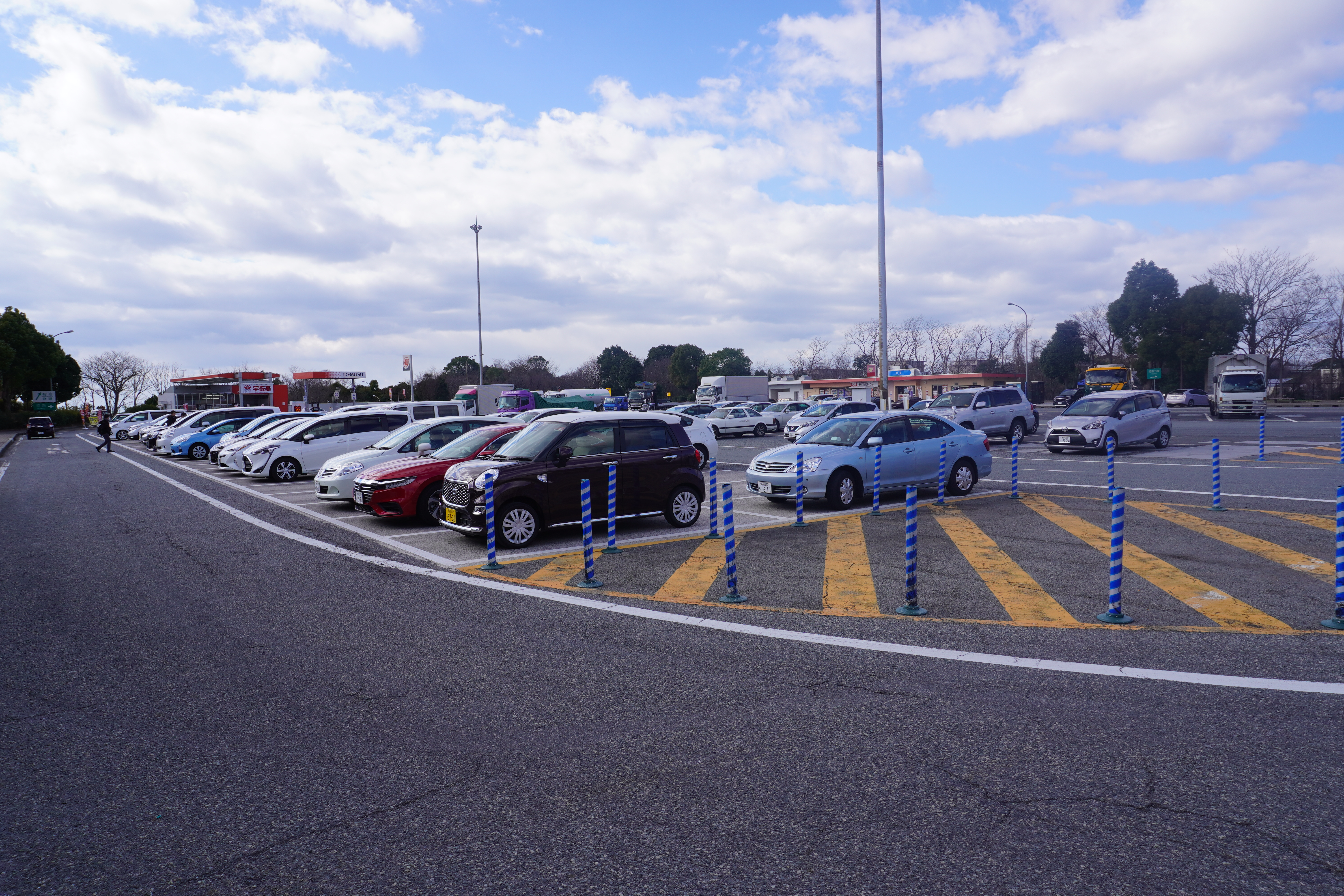
明石サービスエリア駐車場（上り）
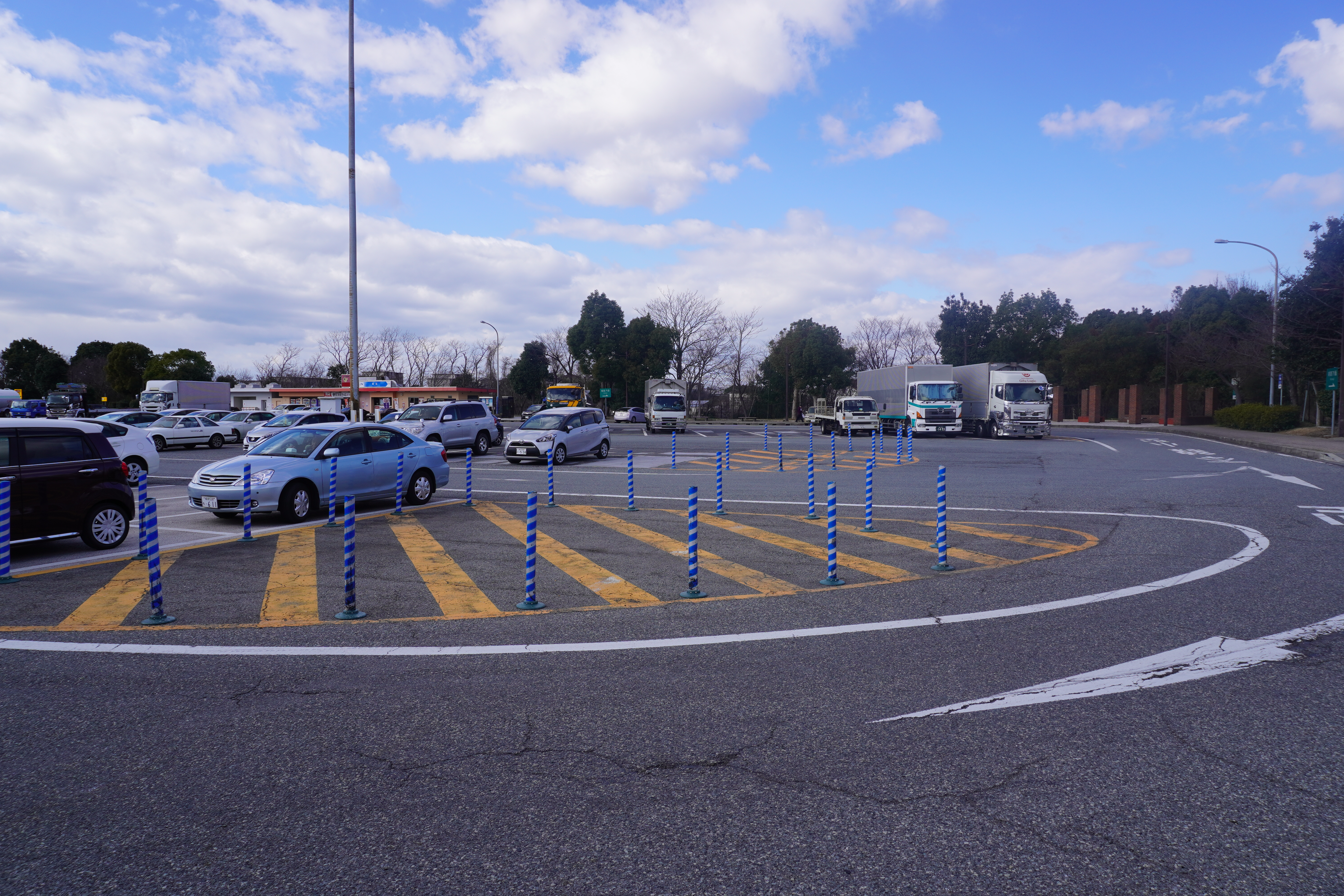
明石サービスエリア駐車場（上り）

### 下り方面（姫路方面）
- 駐車場
  - 大型：44台
  - 小型：129台
  - 二輪：6台
- トイレ
  - 男性 大6（和式2・洋式9）・小14
  - 女性 18（和式4・洋式14）
    - 同伴の男児用 2

  - リバーストイレ（平日：男性、土休日：女性） 10（和式2・洋式8）
  - 車椅子用 1

サブトイレ
  - 男性 大3（和式2・洋式1）・小5
  - 女性 5（和式4・洋式1）
  - 車椅子用 1
- ガソリンスタンド（出光興産（西日本宇佐美）24時間）
  - 2012年1月31日までは共立石油(株) 7時00分 - 22時00分だった。
- 給電スタンド（24時間）

## 隣
E93 第二神明道路
(6) 玉津IC - 明石SA - (7) 大久保IC